# GalliumOS
GalliumOS는 크롬 OS 장치용 리눅스 배포판의 하나로, 공동체가 후원하는 GalliumOS 프로젝트에 의해 개발되었다. 이 배포판은 크롬북, 크롬박스, 크롬빗, 크롬북을 포함한 크롬 하드웨어용으로 개발되었다. 2015년 11월 10일 GalliumOS 베타1이 출시되었다.

## 기능
Gallium은 주분투 기반이며 우분투 저장소와의 호환성을 유지한다. 여러 출처에 따르면 Gallium의 부팅 시간은 크롬 OS용으로 개발된 리눅스 배포판보다 더 빠른 편이다.
스톨(stall) 제한에 최적화되어 있으며 통합 터치패드 드라이버가 포함되어 있다.
Gallium은 일부 크롬 장치들과 호환된다. 하드웨어 칩셋에 따라 각기 다른 방식으로 장치를 준비할 필요가 있다.